# Stefano Bartolini

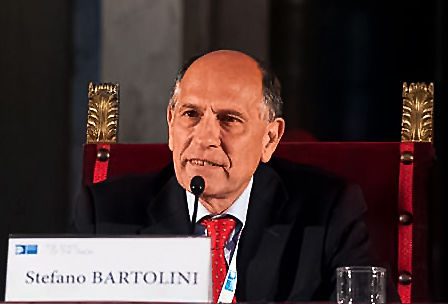
Stefano Bartolini (2013)

Stefano Bartolini (* 22. Januar 1952 in Italien) ist ein italienischer Politikwissenschaftler. Er ist Professor am European University Institute, Florenz.

## Leben
Stefano Bartolini schloss sein Studium der Politischen Wissenschaften an der Universität Florenz ab und war 1976 an der Universität Bologna tätig. Im Jahr 1979 arbeitete er auf einer Vertretungsprofessur am europäischen Hochschulinstitut. Bartolini kehrte 1985 an die Universität Florenz zurück. 1990 folgte eine Professur an der Universität Triest, anschließend besetzte er 1991 eine Professur an der Universität von Genf.
Am Institut d’études politiques de Paris forschte Bartolini ebenfalls. Bis 2006 war Stefano Bartolini Professor an der Universität von Bologna und hatte eine Teilzeitprofessor am Departement of Political and Social Sciences am Europäischen Hochschulinstitut von Florenz inne. Heute hält er den Peter Mair Chair in Comparative Politics am European University Institute, Florenz.
Bartiolini ist Herausgeber der Zeitung Rivista Italiana di Scienza Politica, einer italienischen politikwissenschaftlichen Zeitschrift und ist Mitglied im wissenschaftlichen Redaktionsausschuss. Dort beschäftigt er sich mit europäischer Westpolitik und Wahlstudien.
2022 wurde er zum Mitglied der Academia Europaea gewählt.

## Forschung
Bei seinen Forschungen richtete Bartolini den Fokus auf die europäische politische Westentwicklung der Staaten und die vergleichende Methodenlehre. Bartolini verfasste Arbeiten über die französische und italienische Politik, über den presidentalism und thematisierte die Reformation der Stellung von Institutionen innerhalb des politischen Prozesses. Weitere Forschungsschwerpunkte waren politische Parteien, die europäische Wahlgeschichte und das Wahlverhalten.
Derzeit sind seine akademischen Interessen die zeitgenössischen Änderungen in der politischen Wahlkonkurrenz und deren zugrundeliegenden historischen Mobilisierung, der Konsequenzen auf die europäische Einigung sowie die Auswirkungen auf die inländische politische Entwicklung.

### Erläuterungen zum Werk
- Identity, Competition, and Electoral Availability. The Stabilization of European Electorates, (1885–1985), 1990.

In diesem Werk beschreiben Stefano Bartolini und andere Mitwirkende (Hans Daalder Larry, Giovanni Sartori, Ashutosh Varshney und weitere) die Rolle der politischen Akteure in Nationen und Staaten, denn diese stellen den Kern einer Demokratie. Doch immer mehr nimmt das Vertrauen von Seiten des Volkes, sei es westlicher oder nicht-westlicher Staaten, ab. Anhand einiger Beispiele, z. B. Länder wie der Türkei oder Indien wird deutlich, dass das Risiko, dass die Demokratie gefährdet wird, umso größer ist, je weniger das Volk am politischen Prozess partizipiert.
Trotzdem sind Politiker als administrative Kräfte bzw. als Organisationsorgan wichtig. Denn nur wenn Politiker ihren umfassenden verantwortungsbewussten Pflichten nachkommen, sich als Repräsentanten des Volkswillens sehen und in Verbindung mit dem Volk stehen, was in unserer medialen Welt kein Problem mehr darstellt, sind demokratische Wahlen möglich und das Volk kann seine Anliegen durch den Urnengang indirekt äußern, welche dann von den Politikern in der Wahlperiode umgesetzt werden müssen bzw. sollten. Denn die Volkssouveränität stellt ein wesentliches Element einer funktionierenden Demokratie dar.
Die Wahlen sind hier ein wichtiger Aspekt, Bartolini erläutert hier die Wichtigkeit eines Gleichgewichts und die Stärkerelationen der Parteien und Parteilager eines Parteiensystems über längere Perioden hinweg; d. h., er nimmt eine Unterscheidung zwischen Intrablock und Interblock vor.
- Intrablock: Wechsel zwischen den Parteien eines politisch-ideologischen Lagers (z. B. aus dem bürgerlichen Lager in das sozialistische Lager).
- Interblock: Übergreifender Wechsel des Parteienlagers (z. B. Wechsel zwischen Rechts und Links).
- Centre Formation, System Building, and Political Structuring Between the Nation State and the European Union, 2005.
- Mitteanordnung, Systemgebäude und politische Strukturierung zwischen dem Nationzustand und der europäischen Union, 2005.

Dieses Werk stellt eine neue Theorie der europäischen Integrationen dar und reflektiert die historische Entwicklung von Europa.
Bartolini schreibt von den Grenzdefinitionen bzw. Verschiebungen und deren Änderungen, die zur Folge haben, dass sich der Zustand und die Grundstrukturen, die uns die letzten 500 Jahre bekannt waren, sich langsam aber sicher ändern und eventuell erstmals zu einem Ungleichgewicht führen können oder andererseits ökonomische und kulturelle Differenzen somit behoben wären.
Stefano Bartolini stellt sich dabei bei seiner Forschung folgende Fragen:
- Ist die EU ein Versuch an Zustandsordnung?
- Ist es ein Versuch an der Mitteanordnung ohne Nationengebäude?
- Ist es ein Prozess der Mitteanordnung ohne Demokratisierung?

Zufolge haben diese Theorien und Fragestellungen die Überarbeitung von Begriffen, die in diesem Zusammenhang neu definiert werden müssen, um diese Thematik des „Transformationsprozesses“ in Europa besser beschreiben zu können.
Hauptziele:
- Eine kritische Differenzierung zwischen Innenpolitik und internationale Beziehungen.
- Lagebestimmungen, Interessen und Beweggründe der Akteure mit Kleinergebnissen verbinden.
- Strukturelle Charaktere mit ständig veränderten Arbeitsvorgängen beziehen.

## Lehre
Bartolini lehrt zu folgenden Themen:
- Logik der vergleichenden Forschung
- Partei/Politik
- Schlüsselkonzepte in den Sozial- und Politikwissenschaften
- vergleichende Methodenlehre
- Vergleichende Forschung

## Auszeichnungen
1990 wurde Bartolini für sein Wirken und Forschen in der Politikwissenschaft ausgezeichnet und bekam gemeinsam mit Peter Mair den Stein-Rokkan-Preis der UNESCO für die Sozialwissenschaften verliehen.

## Veröffentlichungen
- Mit Peter Mair: Identity, Competition, and Electoral Availability. The Stabilization of European Electorates, (1885–1985), 1990.
- On Time and Comparative Research, Journal of Theoretical Politics, 1993.
- Il voto maggioritario. Le origini elettorali del Parlamento diviso, Rivista italiana di Scienza Politica, 1994.
- Maggioritario ma non troppo, Bologna, 1995.
- Exit Option, Boundary Building, Political Structuring, 1998.